# Heliophanus uncinatus
Heliophanus uncinatus är en spindelart som beskrevs av Simon 1868. Heliophanus uncinatus ingår i släktet Heliophanus och familjen hoppspindlar. Inga underarter finns listade i Catalogue of Life.